# Patrice Wymore
Patrice Wymore (* 17. Dezember 1926 in Miltonvale, Kansas; † 22. März 2014 in Portland Parish, Jamaika) war eine US-amerikanische Schauspielerin.

## Leben
Wymore begann im Alter von sechs Jahren, mit ihrer Familie als Vaudeville-Unterhaltungskünstlerin auf Tournee zu gehen. 1947 nahm sie an einem Konzert in New York City teil, da sie gut singen konnte. Sie ging an den Broadway und gewann für ihre Darstellung im Musical Hold it! den Theatre World Award. Nachdem sie 1949 in All for Love auftrat, erhielt sie einen Vertrag von Warner Bros. und ging nach Hollywood.
Sie lernte bei den Dreharbeiten zu Herr der rauhen Berge ihren späteren Ehemann Errol Flynn kennen und zog in den 1950er Jahren nach Portland Parish, Jamaika, wo sie bis zuletzt wohnte.
Wymore war vor allem in den 1950ern und 1960ern aktiv und spielte an der Seite von Doris Day, Kirk Douglas, Randolph Scott und Frank Sinatra. In Frankie und seine Spießgesellen von 1960 spielte sie Sinatras Freundin.
Nach 1955 nahm Wymore eine Pause, auch um ihre Tochter erziehen zu können. Die Alkohol- und Drogenprobleme ihres Mannes führten zur Trennung, aber sie wurden nie geschieden. Nach dem Tode von Errol Flynn 1959 trat Wymore noch in einigen Musicals auf.
Sie starb eines natürlichen Todes im Alter von 87 Jahren.

## Filmografie (Auswahl)
Filme
- 1950: Bezaubernde Frau (Tea for Two)
- 1950: Herr der rauhen Berge (Rocky Mountain)
- 1951: In all meinen Träumen bist Du (I'll See You in My Dreams)
- 1951: Starlift
- 1952: Für eine Handvoll Geld (The Big Trees)
- 1952: She's Working Her Way Through College
- 1953: Der Rebell von Kalifornien (The Man Behind the Gun)
- 1953: Zurück am Broadway (She's Back on Broadway)
- 1955: King's Rhapsody
- 1959: The Sad Horse
- 1960: Frankie und seine Spießgesellen (Ocean’s Eleven)
- 1966: Die Schreckenskammer (Chamber of Horrors)
- 1971: Schatz in der Tiefe (Jamaican Gold)

Fernsehserien
- 1953: Lux Video Theatre (eine Episode)
- 1957: Zu Gast bei Errol Flynn (The Errol Flynn Theatre, fünf Episoden)
- 1958: Jefferson Drum (eine Episode)
- 1960: The Roaring 20's (eine Episode)
- 1960: Der zweite Mann (The Deputy, eine Episode)
- 1961: Cheyenne (eine Episode)
- 1961: Tales of Wells Fargo (eine Episode)
- 1961: 77 Sunset Strip (eine Episode)
- 1963–1965: Perry Mason (drei Episoden)
- 1965–1966: Never Too Young (21 Episoden)
- 1965–1967: F Troop (zwei Episoden)
- 1966: Mister Roberts (eine Episode)
- 1967: The Monkees (eine Episode)